# Улица Чернышевского (Саратов)
У́лица Черныше́вского (в XVII—XVIII веках Цари́цынская у́лица, с конца XIX века Больша́я Се́ргиевская у́лица) — одна из старейших улица Саратова, проходящая вдоль Волги от улицы Орджоникидзе в Улешах до Соколовой горы. Основная транспортная магистраль связывающая Заводской район с центром города.

## Расположение
Улица Чернышевского начинается в Заводском районе как продолжение улицы Орджоникидзе (на месте т. н. Синего моста через ликвидированную ветку железной дороги) и идёт практически параллельно Волге на протяжении 6050 метров до Валовой улицы и Глебучева оврага. Через овраг улица продолжается путепроводом до Большой Горной улицы. От Большой Горной улица Чернышевского существенно сужается и через 610 метров заканчивается у подножия Соколовой горы, упираясь в Фильтровую улицу.

## История
Царицынская улица стала одной из первых улиц Саратова после его переноса на правый берег в 1674 году. Улица получила название по Царицынскому тракту, в который она переходила за городским валом. Однако, после постройки на этой улице Сергиевской церкви, улица получила название Большой Сергиевской. В сентябре 1918 года Совет городских комиссаров переименовал Большую Сергиевскую улицу в улицу Чернышевского, так как на ней стоит дом, в котором жил русский революционный демократ Николай Чернышевский.

## Застройка
| Номер дома           | Изображение           | Описание |
| -------------------- | --------------------- | --- |
| 221                  |                       | По некоторым сведениям старейшее гражданское здание города 1770-е гг. (угол ул. Тулупная) |
| 219                  |                       | Здание где размещалось Соляное управление (?) (угол ул. Тулупная) |
| 188                  |                       | Магазин «Юбилейный» 1972 г. (угол ул. Московская) |
| 186 (Московская, 17) |                       | Дом С. К. Корнилова, 1830-е гг. арх. Г. В. Петров |
| 184                  | Жилой дом, 1840-е гг. | |
| 213                  |                       | Речное училище. Ныне Комитет по государственному контролю и надзору в сфере образования. (угол Соляная ул. 15) |
| 211                  |                       | Контора Нобеля. Ныне Детский сад (угол ул. Первомайская) |
| 209                  |                       | Усадьба Тюльпиных, 1830-е гг. арх. И. Безносов (угол ул. Первомайская) |
| 178                  |                       | Усадьба Пасхаловой (угол ул. Первомайская) |
| 203                  |                       | Дом бытовых услуг Волжского района, 1980 г. арх. Г. И. Коваленко |
| 193                  |                       | Дом речников, 1930-е гг. |
| 154                  |                       | Дом-музей К. Федина. Здание, где в Сретенском начальном училище учился писатель Федин К. А. 1790-е гг. |
| 150                  |                       | Линейная больница Средне-Волжского речного бассейна (Дом причта Сергиевской церкви), 1910 г. арх. П. М. Зыбин |
| 148                  |                       | Научно-исследовательский институт травматологии, ортопедии и нейрохирургии НИИТОН — СГМУ. |
| 146                  |                       | Усадьба городская Максимова, построена в 1830-1840е гг.; позже Дом Кожевникова М. Л., саратовского губернатора в 1846—1854 гг. Архитектор А. П. Брюллов |
| 177/181              |                       | Дом Знаний. Саратовский планетарий. |
| 173                  |                       | Дом статского советника Намврина Н. О., 1890-е годы, арх. Салько А. М. |
| 142                  |                       | Музей-усадьба Н. Г. Чернышевского, 1826 г. |
| 134                  |                       | Дом Григория Учаева, в советское время Медсанчасть, ныне магазин «Цветы» |
| 157                  |                       | Школа-интернат № 4 (Епархиальное женское училище), 1869 г. |
| 153                  |                       | ОАО «Интеграл». Офисный центр, административное здание. |
| 151                  |                       | Областной базовый медицинский колледж (бывш. Женские фельдшерские курсы. Первое здание Саратовского университета), 1899 г. арх. А. М. Салько |
| 120                  |                       | Саратовская ГРЭС (ТЭЦ-1), 1925-30 гг. Построена по плану ГОЭЛРО. С её пуском начинается история централизованного тепло и электроснабжения в городе. |
| 116а                 |                       | Инспекция Гостехнадзора, «Саратовмелиоводхоз» (Дом Ф. С. Никитина-Кабанова). |
| 141                  |                       | Городская клиническая больница № 2 имени В. И. Разумовского. Межобластной Кардиохирургический центр. Первая больница в Саратове — Александровская, 1803-06 гг. |
| 139                  |                       | Поволжский государственный межрегиональный строительный колледж |
| 110                  |                       | Офисное здание «Амбар братьев Шмидт», построено в 1879 г. |
| 104                  |                       | Саратовская государственная академия права |
| 100                  |                       | Офисный центр «Гарант». |
| 109                  |                       | Саратовский завод дизельной аппаратуры (угол ул. Шелковичная) |
| 90                   |                       | Деловой центр Альянс |
| 90/1                 |                       | ОАО «Саратовмука» (Большая Мельница Шмидта 1900 г.); ОАО «Знак Хлеба», в прошлом — «1-й саратовский хлебозавод», — одно из старейших предприятий Саратова, ведущее свою историю с 1928 года. Сегодня ему принадлежит самая большая доля хлебного рынка в г. Саратове. Производственные мощности комбината позволяют производить более 22 500 т хлебобулочной продукции в год. |
| 90/3                 |                       | Кафе «Брудершафт» |
| 66                   |                       | Жилой дом в стиле Модерн 1900 года постройки |
|                      |                       | Ворота в Саратовский Городской Парк Культуры и Отдыха имени М. Горького |
| 63                   |                       | Плавательный бассейн «Саратов» |
| 63                   |                       | Дворец Спорта — Физкультурно-спортивный комплекс (1958 г.) |
| 63                   |                       | Ледовый дворец спорта «Кристалл» |
| 61                   |                       | Гостиница «Олимпия» |
| 59                   |                       | Саратовский полиграфический комбинат, 1957 г. |
| 56                   |                       | Здание МЧС. Построено в 1870-е гг. Пожарная часть с 1927 г. |
| 50                   |                       | Швейная фабрика № 2 (Мельница Бореля). |
| 55                   |                       | Городская туберкулёзная больница (бывш. № 4) |
| 19                   |                       | Торговый комплекс на 1 этаже жилого дома |
| 2                    |                       | Казанская церковь, 1905 г. |

## Памятники

Памятник военной медсестре, скульптор Владимир Пальмин
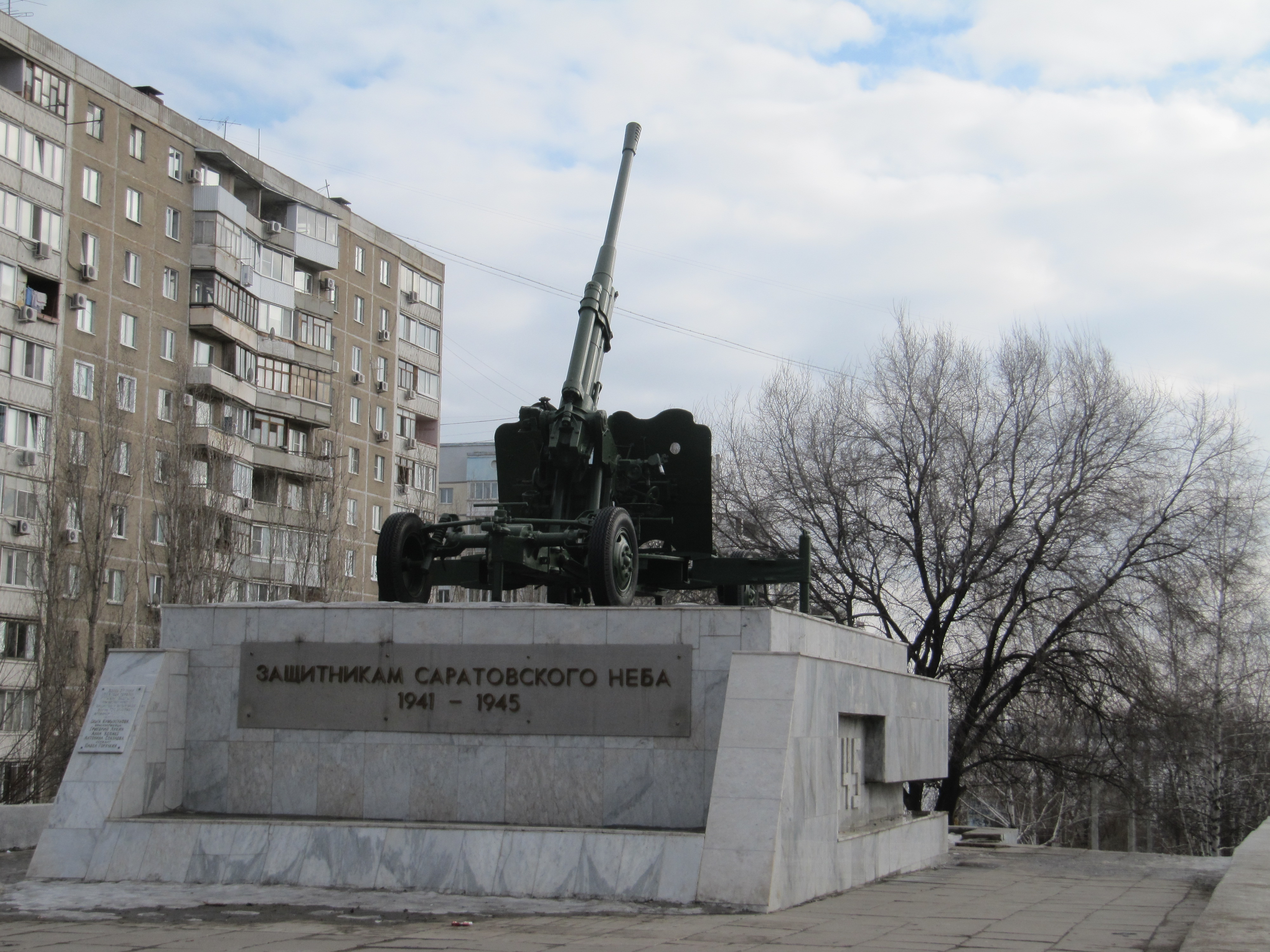
Защитникам Саратовского неба
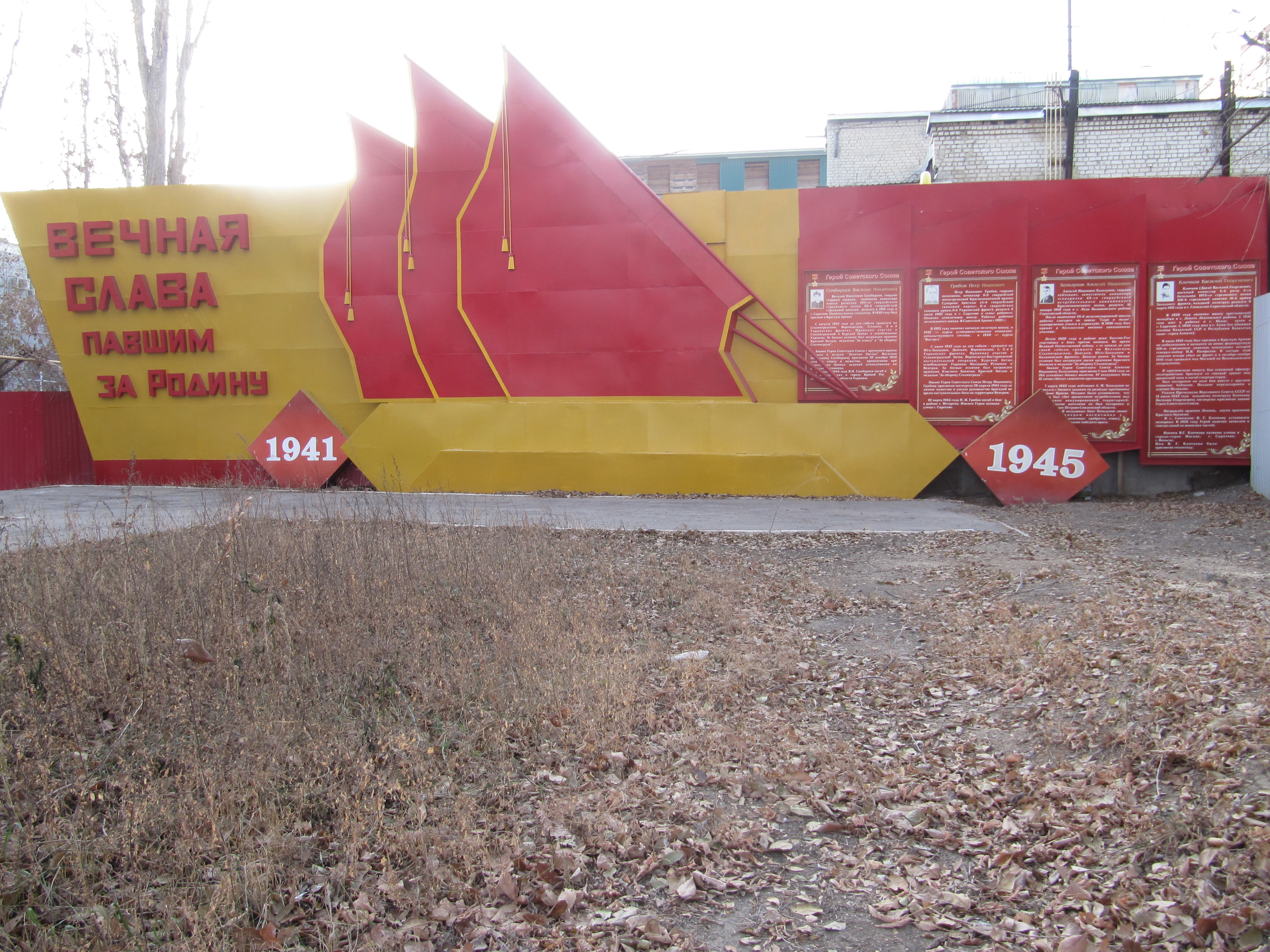
Вечная слава павшим за Родину 1941-1945

## Достопримечательности
| Утрачено                    | Восстановлено              | Описание |
| --------------------------- | -------------------------- | --- |
| Триумфальные ворота сначала | Триумфальные ворота сейчас | Триумфальная арка (другое название «Царские ворота») у пересечения улиц Никольской с Большой Сергиевской (Радищева/Чернышевского), построенная к визиту императора Александра II в 1871 году. Снесена в 1925—1927 годах. Вновь выстроена за лето 2022 г. Открытие 9.09.2022. |

## Утраченные здания
- Музей общества естествоиспытателей. В 1895 г. было образовано Саратовское общество естествоиспытателей и любителей естествознания (СОЕ), при котором уже в 1896 году начал работать музей. В 1918 г. музей был закрыт, часть коллекции составила естественно-исторический отдел Музея краеведения.
- Сергиевская (Нерукотворно-Спасская) церковь была построена в конце 1760-х гг. Новая церковь была возведена в 1825 г. на пожертвования коллежского советника В. М. Максимова. В 1818—1854 гг. в ней служил Гаврила Иванович Чернышевский — отец писателя.

## Транспорт

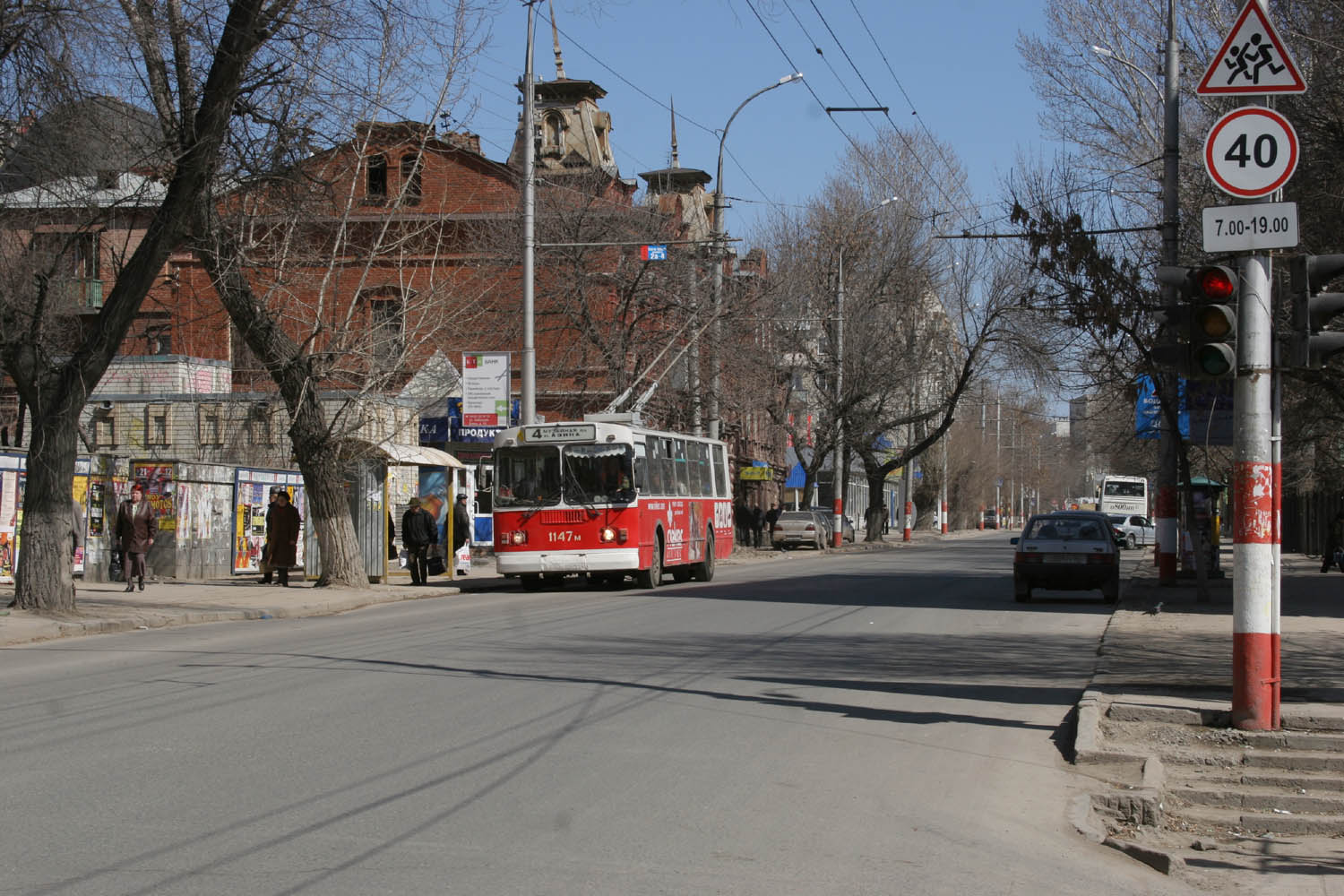
Троллейбус на улице Чернышевского и Бабушкиного взвоза

По улице Чернышевского проходят линии троллейбусов, автобусов, маршрутных такси.

### Троллейбус
- № 1 от Соколовой до Московской (ул. Хвесина — ЖД вокзал)
- № 2а от Революционной до Провиантской (ул. Лермонтова — ЖД вокзал)
- № 4 от Фабричной до Московской (ул. Азина — Музейная пл.)
- № 15 от Фабричной до Шелковичной (пл. Орджоникидзе — ЖД вокзал)
- Н. 109 от Соколовой до Московской (Энгельс 'Завод ТРОЛЗА' — Саратов ЖД вокзал)

### Автобус
- 2 от Фабричной до 2-й Садовой (ОАО «Саратоворгсинтез» — пос. Юбилейный)
- 6 от Фабричной до 2-й Садовой (пос. Комсомольский — Техстекло)
- 90 от Фабричной до 2-й Садовой (Крекинг — пос. Юбилейный)

## Ближайшие улицы
Улица Чернышевского граничит или пересекается со следующими улицами:
| - Улица Орджоникидзе; - Заводская улица; - 1-й Гвоздильный проезд; - 1-й и 3-й Солдатские проезды; - 2-й, 3-й и 4-й Чернышевские проезды; - Большая Садовая улица; - 2-й Мельничный проезд; - Дегтярная улица; - 3-й Дегтярный проезд; - 1-й, 2-й и 4-й Вакуровские проезды; - 2-й и 4-й Волжские проезды; - 1-й Овражный проезд; | - 2-й Садовая улица; - Новоузенская улица; - Шелковичная улица; - Соборная улица; - Вольская улица; - Провиантская улица; - Улица Радищева; - Бабушкин взвоз; - Улица Некрасова; - Комсомольская улица; - Князевский взвоз; - Октябрьская улица; - Революционная улица; | - 2-й Садовая улица; - Новоузенская улица; - Шелковичная улица; - Соборная улица; - Вольская улица; - Провиантская улица; - Улица Радищева; - Бабушкин взвоз; - Улица Некрасова; - Комсомольская улица; - Князевский взвоз; - Октябрьская улица; - Революционная улица; | - Нескучный переулок; - Обуховским переулок; - Первомайская улица; - Соляная улица; - Московская улица; - Тулупная улица; - Улица Челюскинцев; - Валовая улица; - Большая Горная улица; - Соколовая улица; - Малая Горная улица; - 1-я и просто Фильтровая улица; | - Нескучный переулок; - Обуховским переулок; - Первомайская улица; - Соляная улица; - Московская улица; - Тулупная улица; - Улица Челюскинцев; - Валовая улица; - Большая Горная улица; - Соколовая улица; - Малая Горная улица; - 1-я и просто Фильтровая улица; |